# The Wilde Flowers
The Wilde Flowers (1963-1969) est un groupe musical de rock progressif, typique de la fameuse école de Canterbury, en Angleterre. 

## Biographie
Actifs de 1963 à 1969, ils n'ont jamais publié d'albums durant leur existence, toutefois des démos enregistrées durant leur carrière sont disponibles sur des compilations diverses. Une grande partie des membres des Wilde Flowers ont par la suite formé deux groupes majeurs dans l'histoire de l'école de Canterbury, Soft Machine et Caravan. 

## Membres
Membres du groupe à différents moments : 
- David Sinclair : claviers - Par la suite, il a formé le groupe Caravan en 1968 en plus de publier en solo.
- Hugh Hopper : basse - Il a rejoint Soft Machine d'abord sur le premier album en 1968 sur lequel il joue une pièce, Box 25/4 Lid puis de Volume Two à Volume Six.
- Brian Hopper : guitare solo, saxophone alto, chant - A joué sur Volume Two de Soft Machine puis a publié trois albums solo.
- Richard Sinclair : guitare rythmique, chant - A d'abord joué avec Caravan, puis Hatfield And The North et Camel ainsi que Caravan of Dreams. A aussi participé au dernier album D.S. Al Coda de National Health comme choriste.
- Pye Hastings : guitare, chant - A joué avec Caravan, dont il est le seul membre fondateur à avoir été présent sur tous les disques, et est le frère de Jimmy Hastings.
- Kevin Ayers : chant - Premier bassiste de Soft Machine sur le premier album en 1968, il forme alors son groupe The Whole World, avec entre autres Mike Oldfield à la basse, David Bedford aux claviers et Lol Coxhill au saxophone. Puis il continue à jouer en solo jusqu'à sa mort en 2013.
- Graham Flight : multi-instrumentiste - A joué de la basse sur un album de David Sinclair, Moon over man puis comme multi-instrumentiste avec le groupe Happy Accidents, Scitatics avant de dessiner des pochettes de disques pour Soft Machine, Live in Paris et Brian Hopper, If ever I am.
- Richard Coughlan : batterie - Il a formé Caravan en 1968, s'est par la suite retiré de la musique et est décédé en 2013.
- Robert Wyatt : batterie, chant - Batteur de Soft Machine des débuts en 1966 jusqu'à son départ après l'album Fourth en 1971. A alors formé son propre groupe Matching Mole de 1971 à 1973 et a produit 2 albums sous ce nom. A entamé une carrière solo, avec un premier album The End of an Ear sorti en 1970, puis le fameux Rock Bottom produit par Nick Mason des Pink Floyd. Son dernier album en date, Different Every Time remonte à 2014. Il a aussi joué occasionnellement avec son ami David Gilmour sur ses albums solo et en concerts.

## Discographie
- 1994 : Tales Of Canterbury - The Wilde Flowers Story - The Wilde Flowers - Voiceprint VPB123CD, VP 123 CD
- 1998 : Canterburied Sounds, Volume 1 to 4 - Coffret 4 CD -  Voiceprint: VPBOX101
- 2015 : The Wilde Flowers – The Wilde Flowers : Album double - Floating World Records – FLOATCD6250

## Filmographie
- 2015 : Romantic Warriors III: Canterbury Tales (DVD)